# مشروع قانون مكافحة الانفصالية
مشروع قانون مكافحة الانفصالية هو مشروع قانون للحكومة الفرنسية مقرر تقديمه لمجلس الوزراء في 9 ديسمبر 2020، بعد أن أعلنت عنه سابقا في 26 يوليو 2020، الوزيرة المنتدبة في حكومة جان كاستيكس مارلين شيبا بأنه «مشروع قانون مناهض للانفصالية وبشكل خاص»الإسلام السياسي «وأي مشروع منظم على هامش الجمهورية وضدها»؛ كان من المقرر تقديمه «في بداية العام الدراسي، في سبتمبر أو أكتوبر»، قبل أن يتم تأجيله بسبب وباء فيروس كورونا.
كان عنوان مشروع القانون مؤقتا ويختلف بحسب موعد تقديمه، وقد طرح وزير الداخلية جيرالد موسى دارمانان في 6 أكتوبر عنوان «مشروع قانون يهدف إلى تعزيز العلمانية وترسيخ مبادئ الجمهورية». فيما كشف الرئيس الفرنسي إيمانويل ماكرون خلال كلمة ألقاها في بلدية ليه مورو التابعة لإقليم إيفلين بمناسبة الذكرى 150 لإعلان الجمهورية الخطوط الرئيسية لهذا المشروع الهادف لحماية الجمهولية من النزعة الانفصالية.

## أبرز بنود القانون
يهدف مشروع القانون إلى مناقشة النقاط التالية:
- ضمان احترام التزامات الحياد من قبل المنظمات شبه الحكومية من جهة وأصحاب الامتياز والمندوبين ومقدمي الخدمات العامة من جهة أخرى. وإدخال إجراء خاص بالتقصير الجمهوري بموجبه يمنح الولاة أو المحافظون سلطة «تعليق قرارات أو أعمال الفئة المجتمعية التي تتجاهل بشكل خطير حيادية الخدمة العامة».
- تعزيز الرقابة على الجمعيات التي تقوم "بإلقاء خطابات مخالفة للجمهورية" ممن خلال توقيع التزامات لاحترام قيم الجمهورية والحد الأدنى من متطلبات الحياة في المجتمع" كشرط لا غنى عنه لتلقي المساعدة العامة، بالإضافة إلى توفر مسؤوليها على سجل عدلي خال من أية جرائم تطرفية أو تحريضية وفي حالة الاعتداء على كرامة الشخص أوممارسة الجمعية ضغطًا نفسيًا أو جسديًا على الناس يمكن تعليقها كإجراء احترازي ثم حلها.
- إدانة العاملين الصحيين في حالة تقديم وثائق تثبت عذرية المرأة وتقنين «الاحتياطي العام لتعدد الزوجات بهدف إصدار تصريح الإقامة».
- تعزيز إجراءات التحقيق في حالة الشك في حالات الزواج بالإكراه.
- يحظر التعليم في المنزل للأطفال الذين تزيد أعمارهم عن ثلاث سنوات، باستثناء وجود أسباب طبية والسيطرة على المدارس الخاصة غير المتعاقد عليها، ولا سيما فيما يتعلق بمحتوى تعليمهم ومسارات الموظفين والتمويل
- التحول نحو قانون 1905 الخاص بالجمعيات الدينية وفصل الدين عن الدولة، المعتمد على قانون 1901 من أجل تعزيز الشفافية في تمويل الجمعيات ومنع الحديث السياسي في الأماكن الثقافي أو تطبيق «عقوبات إدارية وجنائية».

## مستجدات
- في 16 أكتوبر، وبعد حادثة مقتل صامويل باتي أعلنت الحكومة الفرنسية عن مستجدات لإثراء بنود مشروع القانون، مع استئناف محتمل لأهداف مشروع قانون آفيا للنائبة ليتيسيا آفيا الخاص بمعاقبة المحتوى المحرض على الكراهية على الإنترنت والذي يخضع للرقابة من قبل المجلس الدستوري.[10][11][12][13]
- بعد الضجة العالمية التي أحدثها نشر الصور الكاريكاتورية لرسول الإسلام محمد إبان خطاب الرئيس الفرنسي بعد حادثة مقتل صامويل باتي وحملات المقاطعة للبضائع الفرنسية التي أعقبتها؛ تم تغيير عنوان مشروع القانون في 3 نوفمبر 2020 من مكافحة «الإنفصالية السياسية الإسلامية» إلى «مشروع القانون الداعم للعلمانية وأسس الجمهورية».[9]